# 카툴루스

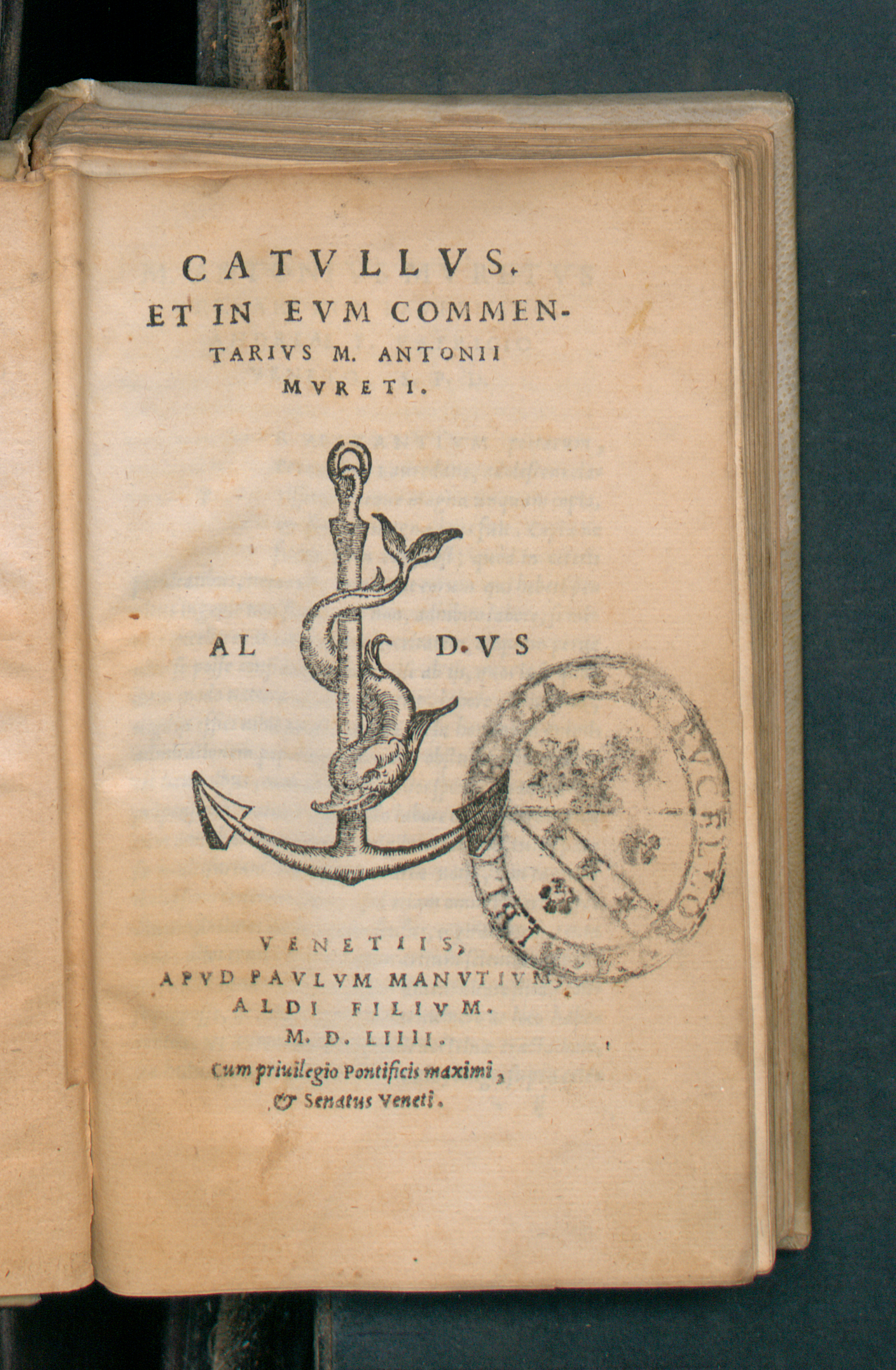
Carmina, 1554

카툴루스(Catullus, 기원전 84년~기원전 54년)는 고대 로마의 서정시인이다. 베로나에서 태어나 상경한 후 당시 유행하던 알렉산드리아 문학을 신봉하는 젊은 문학 그룹에 참여하여 사교계에 등장, 연상의 귀부인 클로디아와 사랑에 빠졌다. 그러나 그녀의 사랑은 유희에 지나지 않아 결국 수년 후 헤어진다. 시집 속에서 이 여성은 '레스비아(Lesbia)'로 불리는데 그녀에 대한 애증을 노래한 시가 최대의 비중을 차지한다.
이 밖에 우정·여행·자연의 노래, 형의 죽음을 애도하는 노래, 통렬한 개인 공격의 노래 등, 그때 그때의 경우에 따라서 지은 직정적(直情的)인 서정시가 대부분이다. 그러나 그의 감정 표현이 아무리 단순 소박하게 보여도 그 이면에는 반드시 효과를 계산에 넣은 기교가 숨어 있다. 이것은 그들이 중시한 도회적인 우아한 기지라고 하겠다. 한편으로는 알렉산드리아 문학을 모방한 일련의 비교적 길고 기교적인 시가 있으나, 이것도 레스비아와의 사랑 체험과 무관계한 것은 아니다. 따라서 긴 시와 짧은 노래의 차이는 절대적인 것이 아니다. 그의 영향을 받은 시인은 베르길리우스, 호라티우스, 마르티알리스 등 많으나 특히 그의 연애시는 엘레게이아 시인들의 선구가 되었다.